# Hochbunker Lazarettstraße Münster
Der Hochbunker an der Lazarettstraße steht gemeinsam mit dem „Schützenhof-Bunker“ an der Wörthstraße sowie der sogenannten „Bunkerschule“ in St. Mauritz auf der Münsteraner Denkmalliste. Er stammt aus den Jahren 1941 bis 1943. Den Plänen nach bot er insgesamt 548 Menschen Schutz vor alliierten Bombenangriffen. Die regelmäßige Belegung betrug jedoch etwa 1200 Personen, für einzelne Luftangriffe ist jedoch eine Belegung mit bis zur fünffachen Menge der geplanten Kapazität belegt. Der Bunker war der zweite fertiggestellte von insgesamt 15 geplanten Großbunkern innerhalb der Stadt. Nach dem Zweiten Weltkrieg nutzte ihn die britische Militärregierung zeitweilig als Lagerraum für Kartenmaterial. Heute befindet er sich im Besitz der Stadt Münster.
Eine Besonderheit der Anlage ist die Bauweise, die an eine mittelalterliche beziehungsweise frühneuzeitliche Befestigungsanlage angelehnt ist. Er sollte sich dadurch besser in das historische Stadtbild Münsters eingliedern, um eine Identifizierung aus der Luft zu erschweren. Dazu wurde er zusätzlich in direkter Nähe zur Promenade errichtet, der ehemaligen Stadtbefestigung, an der sich noch weitere alte Befestigungsanlagen befinden.
Neben der Architektur des eigentlichen Luftschutzbunkers wurde zudem die direkte Umgebung entsprechend angepasst. Dazu gehört ein eigens für den Bunker angelegter Wassergraben mit Zugangsbrücke. Wasser befand sich jedoch zu keiner Zeit in dem künstlich angelegten Graben. Stattdessen befinden sich in ihm unter anderem zwei Platanen und eine Rosskastanie, die unter Naturschutz stehen.

## Galerie

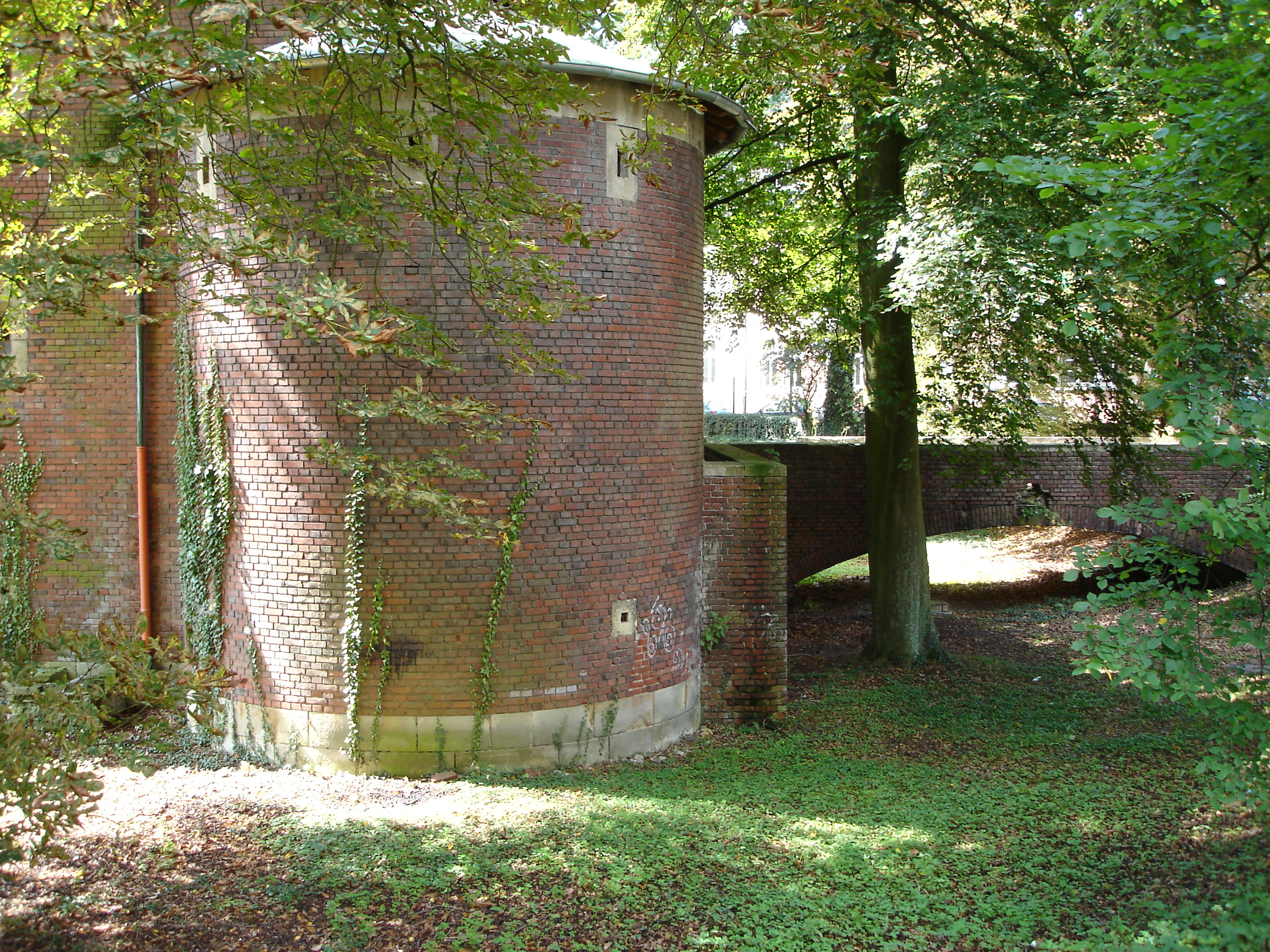
Nordostseite mit Blick in den Wassergraben
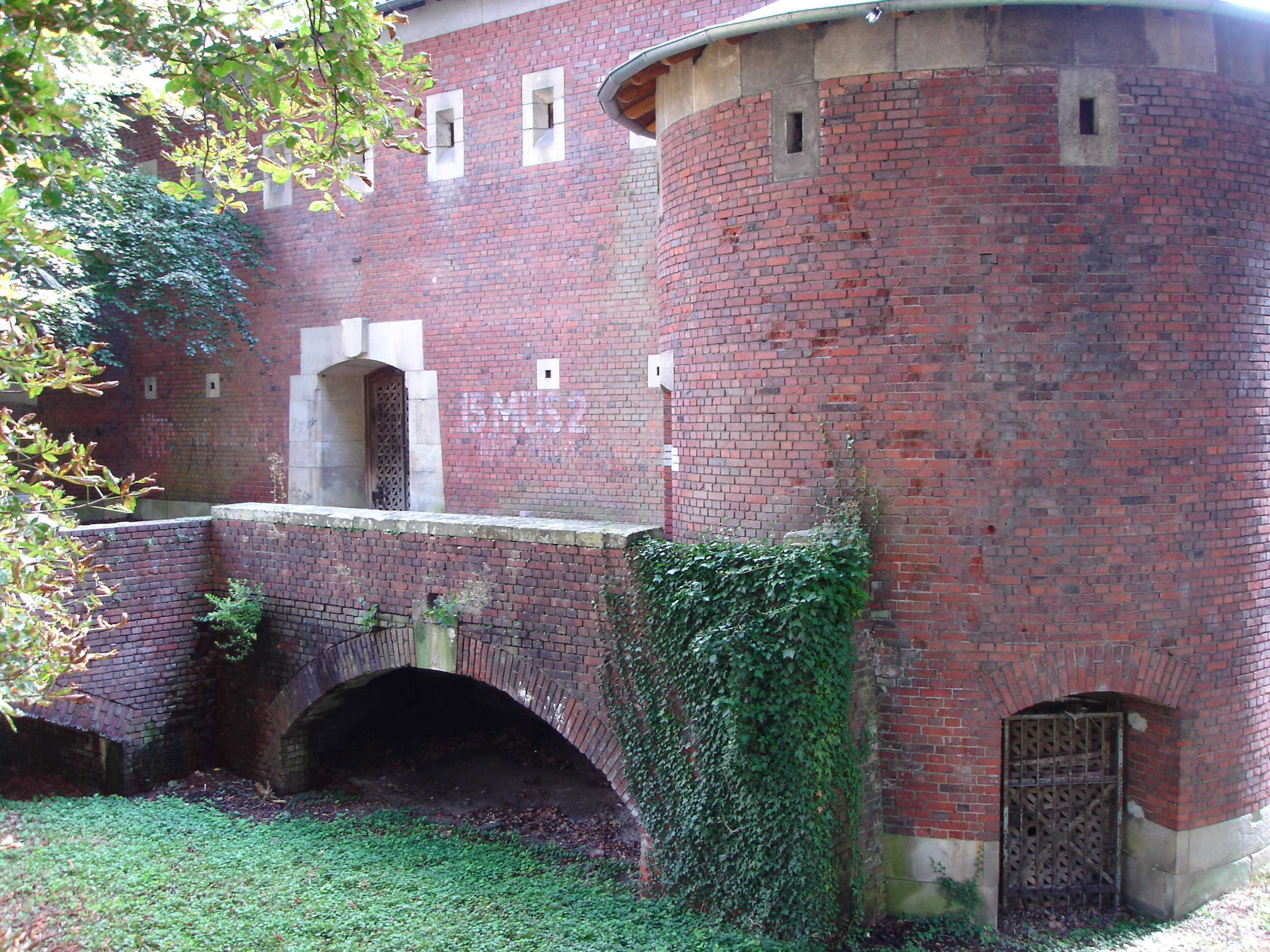
Haupteingang mit Nordwestturm
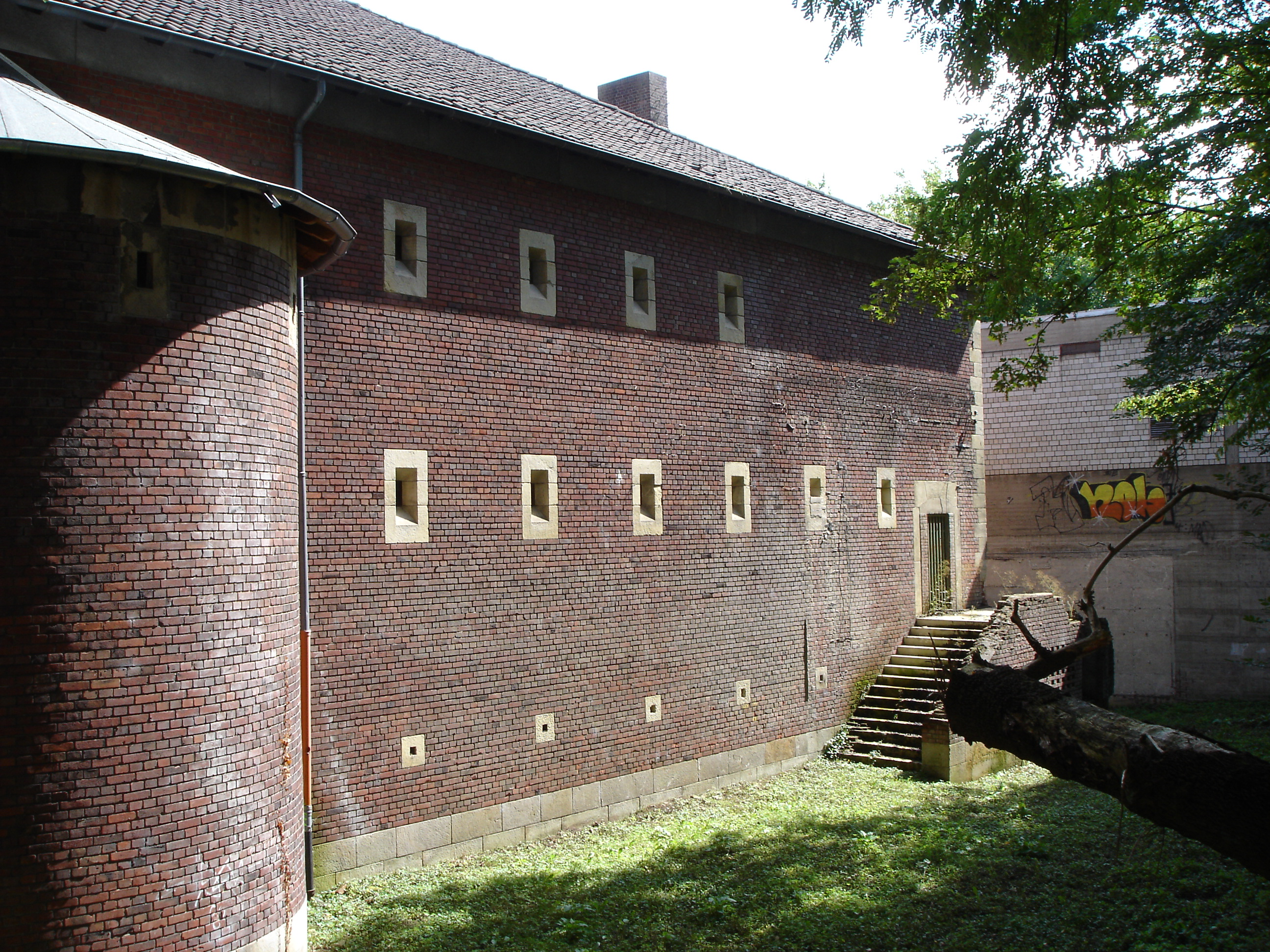
Die Westseite des Bunkers mit den Belüftungsöffnungen
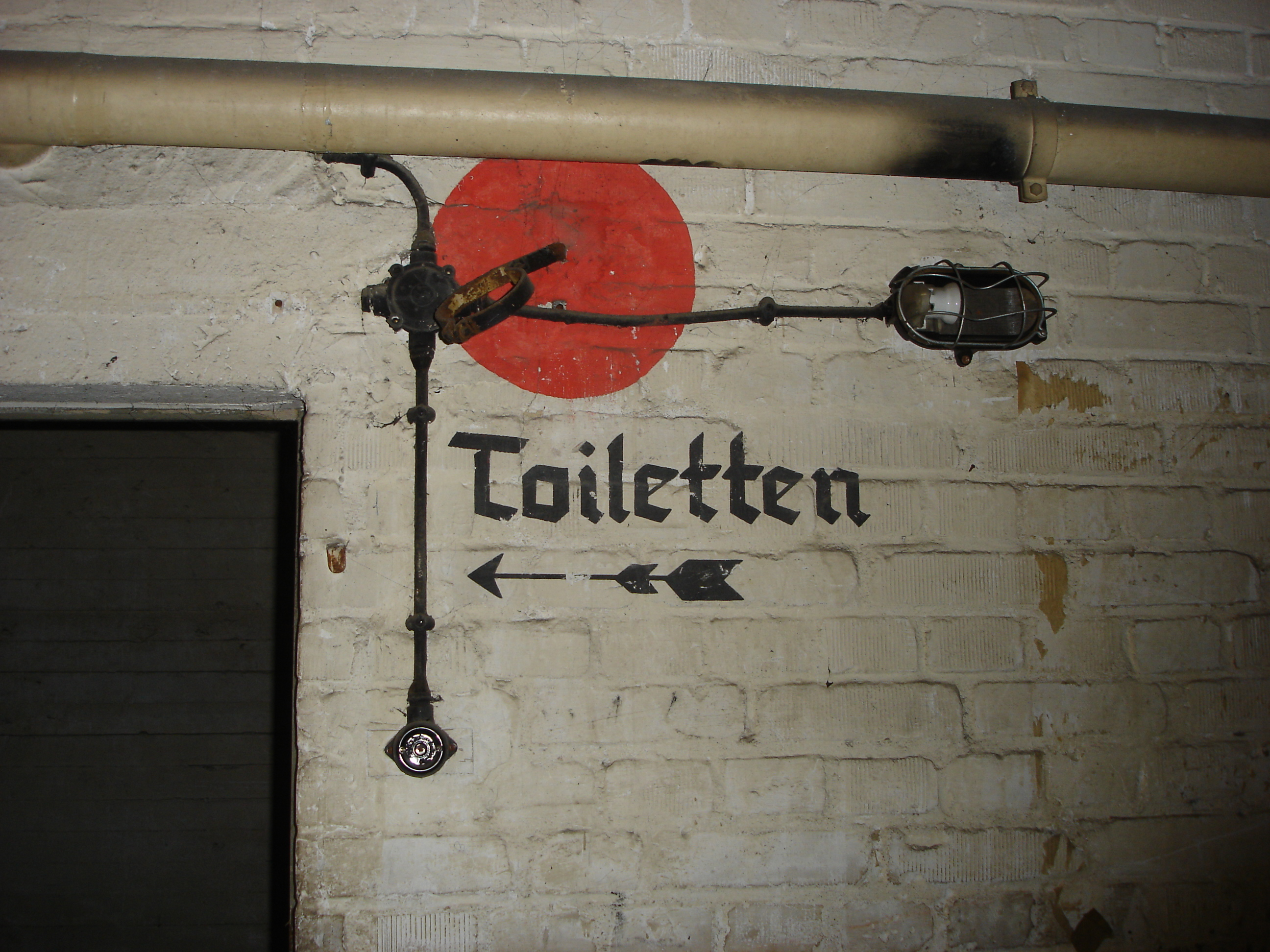
Richtungshinweise im Inneren des Bunkers
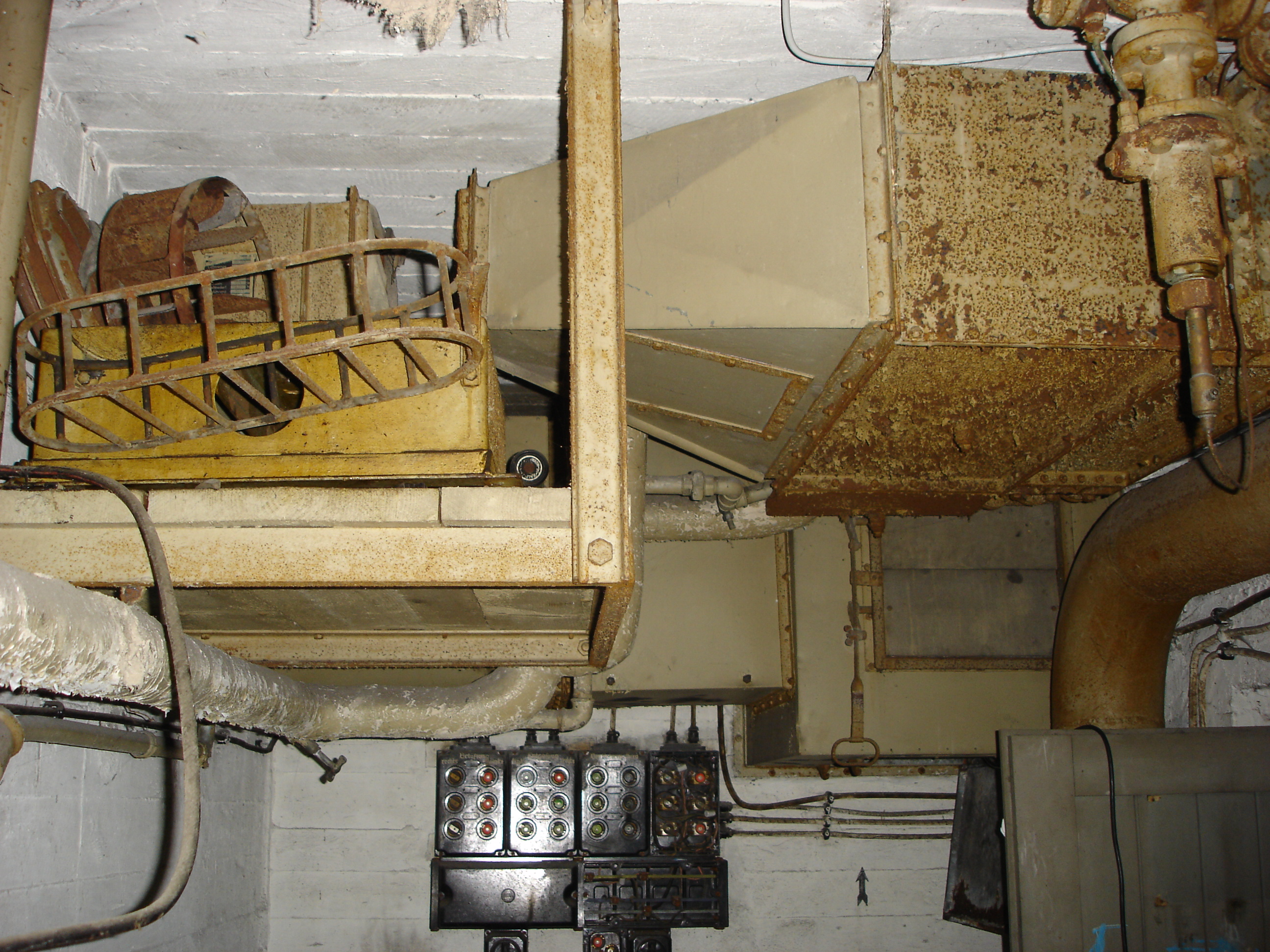
Einer der Maschinenräume
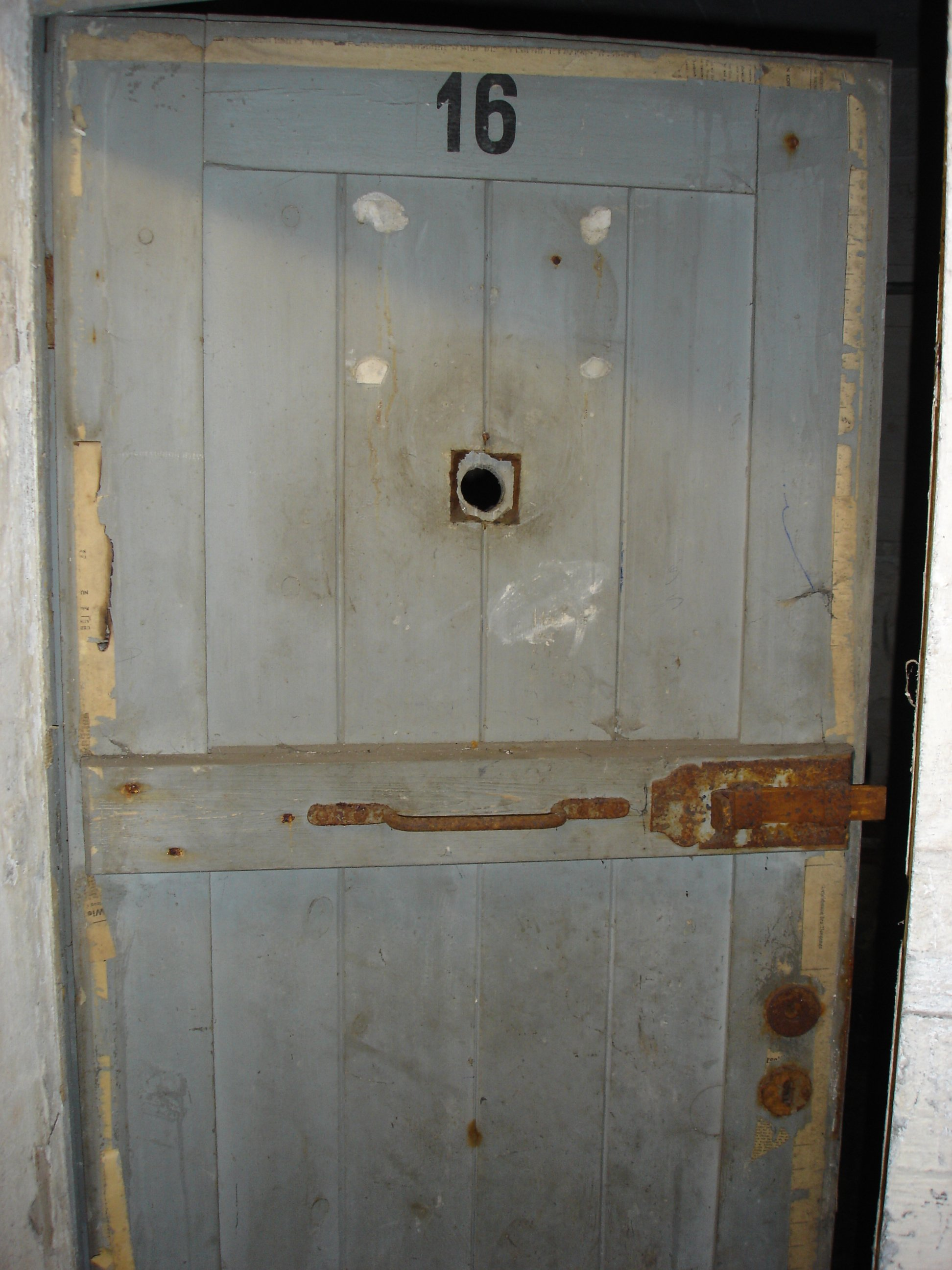
Tür zu einem der Schutzräume
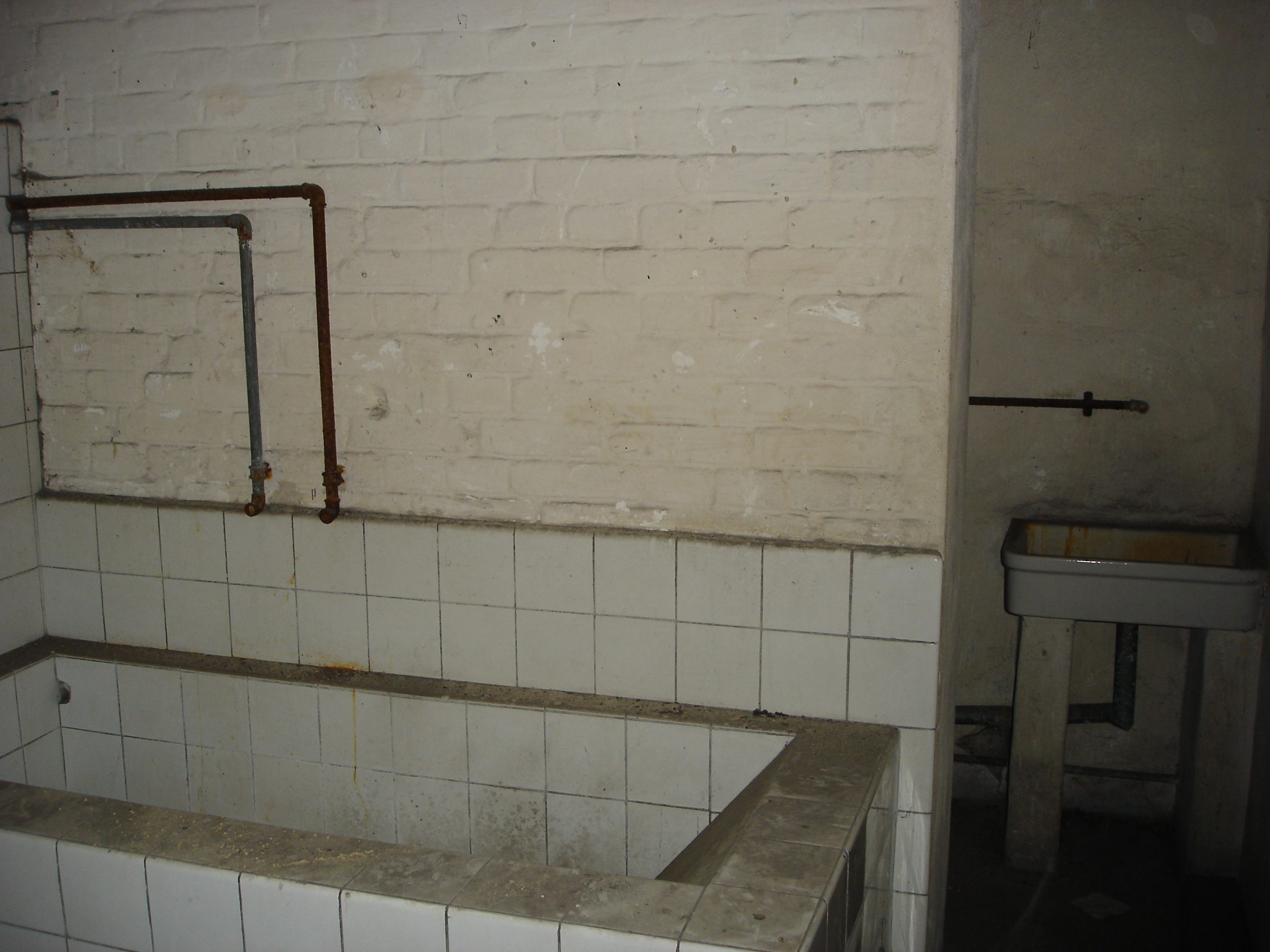
Waschraum mit Badewanne
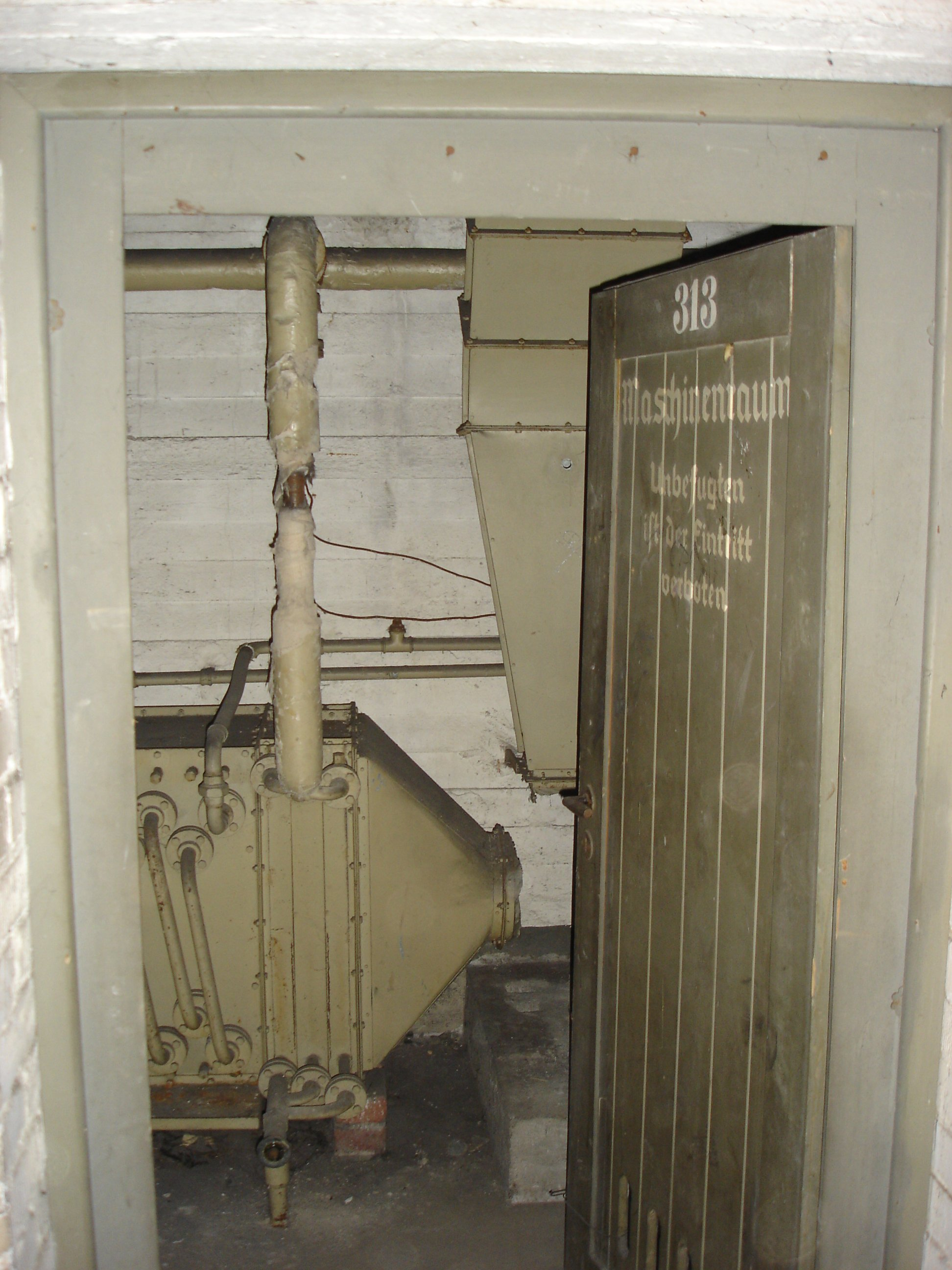
Maschinenraum im Dachgeschoss mit original Türbeschriftung